# Alessandro Malaguti
Alessandro Malaguti (Forlì, 22 september 1987) is een Italiaans voormalig wielrenner die in 2016 zijn carrière afsloot bij Unieuro Wilier.

## Overwinningen
2009
GP San Giuseppe
2011
5e etappe Ronde van Uruguay
2013
Route Adélie de Vitré
2014
1e etappe Ronde van Hokkaido
Bergklassement Ronde van Hokkaido

## Resultaten in voornaamste wedstrijden
| Jaar | Ronde van Italië | Ronde van Frankrijk | Ronde van Spanje |
| ---- | ---------------- | ------------------- | ---------------- |
| 2015 | 154e             |                     |                  |

| Jaar | Amstel Gold Race | Ronde van Lombardije |
| ---- | ---------------- | -------------------- |
| 2015 | opgave           | opgave               |

## Ploegen
- 2011 –  Ora Hotels Carrera
- 2012 –  Miche-Guerciotti
- 2013 –  Androni Giocattoli-Venezuela
- 2014 –  Vini Fantini Nippo
- 2015 –  Nippo-Vini Fantini
- 2016 –  Unieuro Wilier

Berlato · Bisolti · Chaparro · Colli · Cunego · De Negri · Filosi · Grosu · Ishibashi · Kuroeda · Malaguti · Marini · A.Nibali · Pozzo · Stacchiotti · Viola · Yamamoto · Onesti (stagiair)